# Zöld bülbül
A zöld bülbül (Eurillas virens) a madarak osztályának verébalakúak (Passeriformes) rendjébe és a bülbülfélék (Pycnonotidae) tartozó családja tartozó faj.

## Rendszerezése
A fajt John Cassin amerikai ornitológus írta le 1858-ban, az Andropadus nembe Andropadus virens néven.

## Alfajai
- Eurillas virens amadoni (Dickerman, 1997) – Bioko-sziget;
- Eurillas virens erythropterus (Hartlaub, 1858) – Gambiától kelet-Nigériáig;
- Eurillas virens virens (Cassin, 1857) – nyugat-Kameruntól Dél-Szudánig, nyugat-Kenyáig, észak-Angoláig és dél-Kongói Demokratikus Köztársaságig;
- Eurillas virens zanzibaricus (Pakenham, 1935) – Zanzibár;
- Eurillas virens zombensis (Shelley, 1894) – délkelet-Kongói Demokratikus Köztársaság, észak-Zambia, észak- ész délkelet-Malawi, délkelet-Kenya, Tanzánia, északközép-Mozambik.

A következő elnevezések nincsenek hivatalosan alfajokként elismerve: Eurillas virens hallae, Eurillas virens holochlorus, Eurillas virens marwitzi.

## Előfordulása
Afrika nyugati és középső részén, Angola, Benin, Bissau-Guinea, Burundi, Csád,  Dél-Szudán, Elefántcsontpart, Egyenlítői-Guinea, Gabon, Gambia, Ghána, Guinea, Kamerun, Kenya, a Kongói Demokratikus Köztársaság, a Kongói Köztársaság, a Közép-afrikai Köztársaság, Libéria, Malawi, Mali, Mozambik, Nigéria, Ruanda, Szenegál, Sierra Leone, Tanzánia, Togo, Uganda és Zambia területén honos.
Természetes élőhelyei a szubtrópusi vagy trópusi síkvidéki és hegyi esőerdők, mangroveerdők, mocsári erdők, száraz erdők, szavannák és cserjések, valamint vidéki kertek. Nem vonuló, de kóborló faj.

## Megjelenése
Testhossza 16 centiméter, testtömege 21–32 gramm.
|  |

## Életmódja
Gyümölcsökkel és ízeltlábúakkal táplálkozik.

## Természetvédelmi helyzete
Az elterjedési területe rendkívül nagy, egyedszáma pedig stabil. A Természetvédelmi Világszövetség Vörös listáján nem fenyegetett fajként szerepel.